# Horus Escorpión II
Horus Escorpión II (hor Serq) fue un gobernante del Antiguo Egipto, perteneciente a la denominada Dinastía 0. El nombre de su cónyuge era Shesh I, madre de Narmer y bisabuela de otra reina, Shesh II.
Aunque los datos sobre Horus Escorpión son imprecisos, incluso se duda de su existencia, habría reinado hacia el año 3170 - 3150 a. C., ya que la Paleta de Narmer, que refleja la invasión del Bajo Egipto por parte de su hijo Narmer, está fechada en 3150 a. C.

## La maza ceremonial

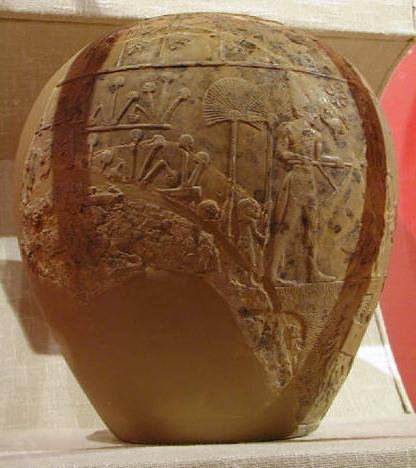
Cabeza de maza ceremonial del gobernante Horus Escorpión II.

La existencia de Horus Escorpión II parece confirmada por una «cabeza de maza ceremonial» de piedra caliza, descubierta en un templo de Hieracómpolis durante el periodo de excavaciones de 1897/98 por los arqueólogos James Edward Quibell y Frederick William Green, en la que figura un faraón, de gran tamaño, con la corona Blanca del Alto Egipto y la imagen de un escorpión grabado junto a su cabeza.
Esta maza, custodiada en el Museo Ashmolean, es una de las representaciones más antiguas de un rey egipcio. Pertenece a una época en la que la escritura era incipiente, grabándose junto al rey un escorpión, a modo de jeroglífico, que representaría el nombre del faraón. El nivel de estratigrafía de esta maza se perdió debido a los métodos de excavación empleados, pero su estilo indica una fecha de finales del período predinástico. Aunque gravemente dañada, las partes visibles son extraordinarios registros de esta primera historia de Egipto, indicando que Horus Escorpión habría vivido antes o durante el imperio de Narmer en Tinis.
También se encontró un fragmento de una segunda maza más pequeña, conocida como la pequeña cabeza de maza ceremonial de escorpión. Aunque el fragmento no es muy grande, en él se ve claramente al faraón portando la corona Roja del Bajo Egipto. 
En uno de los vasos dedicados por él en Hieracómpolis, está acompañado del halcón Horus, símbolo de la realeza egipcia.

### Interpretación

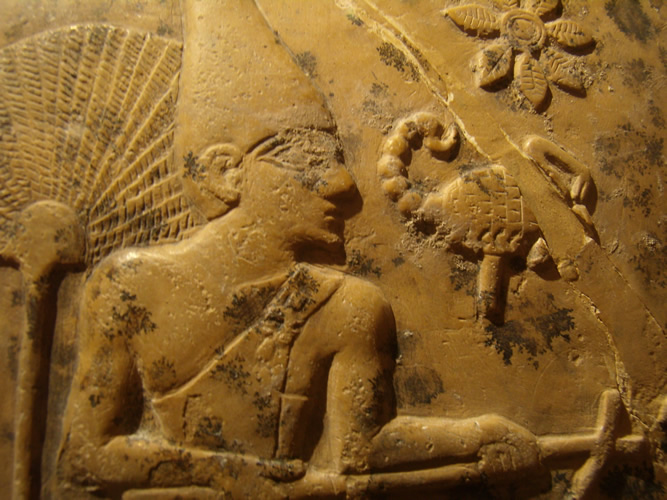
El gobernante Horus Escorpión II representado en la cabeza de maza ceremonial de Hieracómpolis

Se ha querido interpretar esto como evidencia de la existencia de un gobernante llamado Horus Escorpión II, que habría realizado la unificación del Antiguo Egipto o su inicio, pues según la tradición fue llevada a cabo con posterioridad, hacia el año 3170 a. C., cuando los gobernantes del Alto Egipto dominaron al Bajo Egipto. 
Horus Escorpión lleva una azada en la mano, que se relaciona con los ritos religiosos sobre la apertura de los diques tras la inundación del Nilo, o el primer surco en el campo. Los estandartes, con aves –concretamente avefrías o el ave rejit–, simbolizarían los nomos o poblaciones implicadas de Egipto; varias plantas de papiro indican que el acontecimiento transcurría en el Bajo Egipto; también hay una flor de siete pétalos en la parte superior, de difícil interpretación. Los nueve arcos (que representan a los tradicionales enemigos de los egipcios) se interpretan como prueba de que los ataques que culminaron con la unificación de Narmer comenzaron en el Bajo Egipto.

## La tumba de Horus Escorpión II
Su tumba podría ser la localizada en Umm el-Qaab, Abidos, la denominada B-50.

## Orden real sucesorio
Para los egiptólogos Werner Kaiser y Günter Dreyer, este rey es el sucesor de Horus Ka y el predecesor de Narmer.

## Titulatura
| Titulatura | Jeroglífico | Transliteración (transcripción) - traducción - (referencias) |

| G5 |

| G5 |

## En la cultura popular
- La novela corta El dios escorpión de William Golding (1971) se basa libremente en este período de Egipto.
- El nombre de Rey Escorpión es usado en la película The Mummy Returns (2001) y sus spin-off El rey Escorpión (2002) y El rey escorpión: el ascenso de un guerrero (2008).
  - El videojuego para Nintendo GameCube The Scorpion King: Rise of the Akkadian está basado en la película del 2002.
- La novela infantil Pharaoh (2007) de Jackie French está ambientada en la corte del Rey Escorpión y narra la rivalidad entre sus hijos Narmer y Hawk.

### Citas
1. ↑  Cottrell: op. cit. pp. 76-77.
2. ↑  Esposas y madres.
3. ↑  The Ancient Egypt Site - The Narmer Palette Archivado el 15 de junio de 2006 en Wayback Machine., accessed September 19, 2007.
4. ↑  Shaw y Nicholson: op. cit., pág. 254.
5. 1 2  Clayton: op. cit.